# Mustafà Khaznadar
Mustafà Khaznadar (àrab: مصطفى خزندار, Muṣṭafà Ḫaznadār) (Kardamila, Quios, 1817 - Tunis, 26 de juliol de 1878) fou un home d'estat tunisià d'origen grec, i visir del 1837 al 1873.
Fou capturat amb el seu germà Yannis el 1821 i el seu pare Stephanis Kalkias Stravelakis va morir (mort preludi a la massacra de Quios del 1802) i fou portat a Esmirna i venut com esclau pel bey de Tunis. Fou criat com un membre més de la família del bey. El 1837 amb només 21 anys fou nomenat khaznadar o ministre de finances i virtual gran visir. El 1839 es va casar amb la princesa Lalla Kalthoum i va esdevenir cunyat del bey Ahmad ibn Mustafà amb el que ja tenia gran amistat. Fou ascendit a tinent general de l'exèrcit del bey el 1840 i president del gran consell de 1862 a 1878.
Sota el bey Muhammad III al-Sadik, l'economia del país estava propera a la bancarrota per les malversacions o mala administració de Khaznadar, i el 1863 va haver de contractar un emprèstit al banquer Erlanger a un tipus d'interès altíssim, que no tenia els mitjans de retornar i va haver de doblar l'impost de capitació el que va provocar el 1864 l'aixecament de les tribus del centre del país seguida de la revolta de les viles del Sahel tunisià, sota la direcció d'Ali ibn Ghadaham i al crit de "Prou de Constitució, prou de taxes, prou de mamelucs"; les forces lleials dirigides pel general Ahmed Zarruk (francès Zarrouk), van poder ofegar la revolta sembrant la discòrdia entre els diferents grups rebels que no estaven units. Però la constitució de 1861 fou suspesa i les taxes abaixades a la meitat. No obstant els mamelucs i Khaznadar, que havien salvat el règim, van restar al poder. El 1865 el bey, a petició de Khaznadar, va contractar un nou emprèstit a un tipus d'interès idèntic a l'anterior; va seguir una gran sequera que va arruïnar als petits pagesos i el 1867 la misèria s'estenia arreu del país incloent la capital on morien de 100 a 150 persones al dia a causa de la fam o malalties; el 1868 Khaznadar va desviar fons municipals en benefici propi i el pressupost de Tunis va quedar reduït significativament; el 1869 l'estat va fer fallida i va haver d'autoritzar la creació d'una comissió financera internacional formada per representants de França, Gran Bretanya i Itàlia i de la mateixa Tunísia; aquesta comissió va desemmascarar l'actuació de Mustafà Khaznadar i el seu enriquiment fraudulent. El general Khayr al-Din Paixa, president de la comissió financera va denunciar a Khaznadar com a defraudador d'uns dos milions de francs; les proves eren irrefutables i Khaznadar va dimitir i Khayr al-Din Paixà el va substituir. La població va acollir la seva caiguda amb alleujament i amb cerimònies donant gràcies a les mesquites. Va morir oblidat a Tunis el 1878.
| Precedit per: Sidi Rashid al-Shakir Sahib al-Tabaa | Gran visir de Tunísia 1855-1873 | Succeït per: Khayr al-Din Paixà |